# Susana Félix
Susana Félix (Torres Vedras, 12 de Outubro de 1975) é uma cantora e atriz portuguesa.

## Biografia
Susana Félix nasceu em Torres Vedras a 12 de Outubro de 1975. Apaixonada pelas artes desde sempre, dedicou-se ao canto bem cedo. 
Em 1988, com apenas 12 anos, vence a Grande Noite do Fado, no Coliseu dos Recreios de Lisboa. O tema interpretado foi "Maria da Cruz", um tema de Amália, que a mãe lhe ensinou. De 1989 a 1994 fez teatro amador na sua terra natal. Foi igualmente campeã de patinagem artística. Participou em alguns programas televisivos como Domingo Gordo de Júlio Isidro.

### Percurso musical: o início
Em 1995 participa no programa da RTP “Selecção Nacional” e inicia os seus estudos musicais na Academia de Amadores de Música.
Ainda nesse ano é escolhida pela Disney para cantar as músicas da personagem principal do filme Pocahontas. Mais tarde participou nos filmes Hércules e Rei Leão II: O Orgulho de Simba.
Começa entretanto a trabalhar como cantora de estúdio gravando vários "spots" publicitários e participando no disco "A cor da fogueira" de Mafalda Veiga. Passa a fazer parte integrante da banda da cantora como voz de apoio.
Participa no programa “Todos ao Palco” de Filipe La Féria e é convidada a actuar como actriz e cantora na série “ Camaleão Virtual Rock” da RTP e no espectáculo “40 anos de RTP”
Em 1997 colabora nos discos de João Pedro Pais e Luís Represas.
Em 1999 é lançado o álbum “Um Pouco Mais” com temas como “Mais olhos que Barriga” (com letra de Pedro Malaquias) e “ Um Lugar Encantado”. Percorre o país de norte a sul numa digressão de 40 espectáculos.

### Anos 2000 - 2005
Em 2001 participa como actriz na série “Crianças SOS” e na telenovela “Ganância” da SIC. Susana Félix escreveu um tema para a banda sonora desta telenovela.
Durante o mesmo ano a TVI convida-a para compor parte da banda sonora da série “Anjo Selvagem”. É nomeada para os “Prémios Expresso” na categoria de música. 
Em 2002 dirige a parte vocal do disco “Winter Day..s “ dos portugueses Spelling Nadja e compõe parte da banda sonora da telenovela “Amanhecer”. No mesmo ano edita o seu segundo álbum de originais “Rosa e Vermelho”. 
Em 2003 produz, em conjunto com Nuno Faria e Fernando Abrantes, o disco “Mar Confidente” de Joana Melo.
Durante o ano de 2004 esteve em cena no Teatro São Luiz como actriz/cantora no musical “Portugal-Uma Comédia Musical”, com encenação de António Feio e música de Sérgio Godinho.
O disco “Índigo” foi editado no início de 2006 com a produção e os arranjos a cargo da própria Susana Félix e de Renato Júnior. Neste disco aparece também como compositora e assina a maioria das letras. O primeiro single foi "Flutuo". 

### Anos 2006 - 2009
Em 2006 coordenou artisticamente o espectáculo “Sexta-Feira 13 – O Musical dos Xutos e Pontapés (musical estruturado nas canções do grupo). Participou também na 1ª Temporada de Dança Comigo da RTP onde foi uma das semifinalistas.
Nesse ano participou como actriz na série “ Nome de Código: Sintra” realizada por Jorge Paixão da Costa, transmitida pela RTP e na série “Uma Aventura” transmitida pela SIC. Foi ainda convidada para escrever e interpretar o hino oficial da Raríssimas (associação nacional de deficiências mentais e raras) compondo o tema “O mesmo olhar”. 
Em 2007 edita o seu quarto álbum "Pulsação" que reúne temas dos seus discos anteriores, temas esse revisitados (rearranjados e regravados) e ainda dois originais, sendo um deles o single de avanço “(Bem) Na Minha Mão”. Participa igualmente numa gala da Operação Triunfo da RTP1 com 2 concorrentes da OT e no "Diz que é uma espécie de magazine" interpretando "Não sou o único" dos Xutos e Pontapés.
Em 2009 juntamente com Mafalda Arnauth, Viviane e Luanda Cozetti, integra o projecto Rua da Saudade, no qual dá voz às letras originais de Ary dos Santos no álbum Canções de Ary dos Santos, sendo a voz do primeiro single extraído, "Canção de Madrugar".

### Anos 2010-2015
Em 2011 é editado o álbum Procura-se. O disco conta com a participação do baterista Steven Jansen, uma parceria com Carlos Tê e ainda um dueto com Jorge Drexler. 
Em 2014 a cantora celebra 15 anos de canções, fazendo uma série de concertos intitulada "Fora de Formato". Câmara de Lobos, Figueira da Foz e Vila Nova de Santo André são alguns dos destinos. 

### 2016-actualmente
Em janeiro de 2018 é editado o hino do Carnaval de Torres Vedras, "Samba da Matrafona", que alcança um sucesso imediato, tendo obtido mais de 1 milhão de visualizações nas redes sociais durante a primeira semana de lançamento.
Susana Félix é nomeada *Condessa do Samba da Matrafona do Carnaval de Torres Vedras".

## Discografia

### Álbuns de estúdio
- Um Pouco Mais (Popular, 1999)
- Rosa e Vermelho (Popular, 2002)
- Índigo (Farol, 2006)
- Pulsação (Farol, 2007)
- Procura-se (Farol, 2011)

### Outros
- Rua da Saudade (2009)- tributo a Ary dos Santos

Compilações
- Selecção Nacional
- Canções da Disney
- Ganância (2001)